# Cumless: A Digital Playground XXX Parody
Cumless: A Digital Playground XXX Parody ist ein US-amerikanischer Pornofilm. der von Digital Playground produziert wurde und eine Parodie auf den Film Clueless – Was sonst! darstellt.

## Handlung
Charlotte ist keine durchschnittliche Studentin – sie ist reich, beliebt und die heißeste Jungfrau der Stadt. Nachdem ihre beste Freundin Deena jedoch ihre Jungfräulichkeit verliert, kann Charlotte nicht aufhören, an ihre wahre Liebe zu denken – ihren neuen Stiefbruder Joseph.

## Nominierungen
- 2019: AVN Awards -Nominee: Best Parody
- 2019: AVN Awards -Nominee: Best All-Girl Group Sex Scene, Ana Foxxx, Britney Amber, Mary Moody